# رودریک همپتون
رودریک همپتون (انگلیسی: R. J. Hampton؛ زادهٔ ۷ فوریهٔ ۲۰۰۱) بازیکن بسکتبال اهل ایالات متحده آمریکا است.
وی در مسابقات کشوری و بین‌المللی در مجموع برندهٔ ۲ مدال طلا شده‌است.